# Neom
Neom (estilitzat com a NEOM) és una ciutat i zona econòmica transnacional planificada de 26.500 km² que està en vies de construcció a la regió fronterera entre l'Aràbia Saudita, Jordània i Egipte, país amb el qual connectarà a través d'un pont proposat a través del Golf d'Àqaba. Els promotors de la iniciativa, que tindrà la grandària de Bèlgica, afirmen que serà un centre global de negocis situat en una de les àrees de trànsit econòmic més importants del món, la mar Roja, per la qual flueix gairebé una desena part del comerç mundial.

## Antecedents
La ciutat va ser anunciada pel príncep hereu saudita Mohammed bin Salman en la conferència de la Iniciativa d'Inversió Futura a Riad, Aràbia Saudita, el 24 d'octubre de 2017. Va dir que operarà independentment del «marc governamental existent», amb les seves pròpies lleis tributàries i laborals i un sistema judicial autònom. De fet, es va anunciar que serà el primer lloc en tota Aràbia Saudita on homes i dones podran utilitzar la mateixa zona de bany, una cosa encara prohibida a la resta del país.
La iniciativa va sorgir del Saudi Vision 2030, un pla que busca reduir la dependència d'Aràbia Saudita del petroli, diversificar la seva economia i desenvolupar sectors de servei públic. El consultor Ghanem Nuseibeh va declarar que la intenció d'Aràbia Saudita era «passar del petroli a l'alta tecnologia i posar al regne saudita a l'avantguarda dels avanços tecnològics. Aquesta és l'era posterior al petroli. Aquests països intenten desenvolupar-se més enllà de l'exportació de petroli, i els que no ho facin es quedaran enrere». L'alemany Klaus Kleinfeld, expresident i CEO d'Alcoa Inc., i expresident i CEO de Siemens AG, dirigeix el desenvolupament de la ciutat. El pla de Neom requereix que siguin robots els que realitzin funcions tals com la seguretat, logística, enviaments a domicili i cura de persones, i que la ciutat sigui alimentada únicament amb energia eòlica i solar. Com que la ciutat es dissenya i construeix de zero, s'han suggerit altres innovacions en infraestructura i mobilitat. La planificació i la construcció s'han iniciat amb 500.000 milions de dòlars del Fons d'Inversió Pública d'Aràbia Saudita i inversors internacionals. La primera fase del projecte està programada pel 2025.

## Nom
El nom NEOM es va construir a partir de dues paraules. Les tres primeres lletres formen el prefix llatí neo, que significa "nou". La quarta lletra és l'abreviatura de la paraula àrab "Mostaqbal" (مستقبل), que significa "futur".